# Карпатський біосферний заповідник
Карпа́тський біосфе́рний запові́дник — природоохоронна територія в Україні, біосферний заповідник міжнародного значення. Розташований у межах Рахівського, Тячівського, Хустського та Берегівського (до 2020 Виноградівського) районів Закарпатської області.

## Мета створення
Заповідник було створено з метою збереження унікальних для Європи ділянок дикої природи, серед яких особливо цінні букові праліси. Завданням заповідника є охорона і відновлення флори та фауни що зникають, в тому числі ендеміків української частини Карпат.

## Історія створення
Ідея про охорону природи цієї частини Карпат з'явилася ще на початку XX ст.. Згодом було створено кілька лісових резерватів — у районі Чорногори та Мармороського масиву. 1958 року на південних схилах масиву Красна створений Угольський лісовий заказник площею 4600 га. 1969 року в басейні річки Лужанки створено Широко-лужанський флористичний заказник площею 5644 га. В 1968 році на основі наявних природоохоронних територій організовано Карпатський біосферний заповідник, площа якого тоді становила 12600 га. У 1997 та 2010 роках були прийняті Укази Президента України про розширення території біосферного заповідника. Станом на 2019 рік площа заповідника становить 58 035,8 га. З 2 січня 2022 року, згідно Указу Президента України межі Карпатського біосферного заповідника були суттєво змінені.
З 1992 року заповідник входить до міжнародної мережі біосферних резерватів ЮНЕСКО.

## Характеристика
Територія заповідника охоплює такі природні комплекси: серед гірні груди, гірські букові, мішані та смерекові ліси, субальпійські й альпійські луки з сосново-вільховим криволіссям і скельно-лишайниковими ландшафтами. Майже 90 % території заповідника — це ліси (переважно праліси). Флора і фауна представлена понад тисячею видів вищих судинних рослин. Тут водиться: 67 видів ссавців, 193 види птахів, 10 видів плазунів, 15 видів земноводних, 29 видів риб, понад 3000 видів безхребетних. У заповіднику відмічено 64 види рослин і 72 види тварин, занесених до Червоної книги МСОП і Червоної книги України, а також до Європейського Червоного списку.

## Заповідні масиви та об'єкти

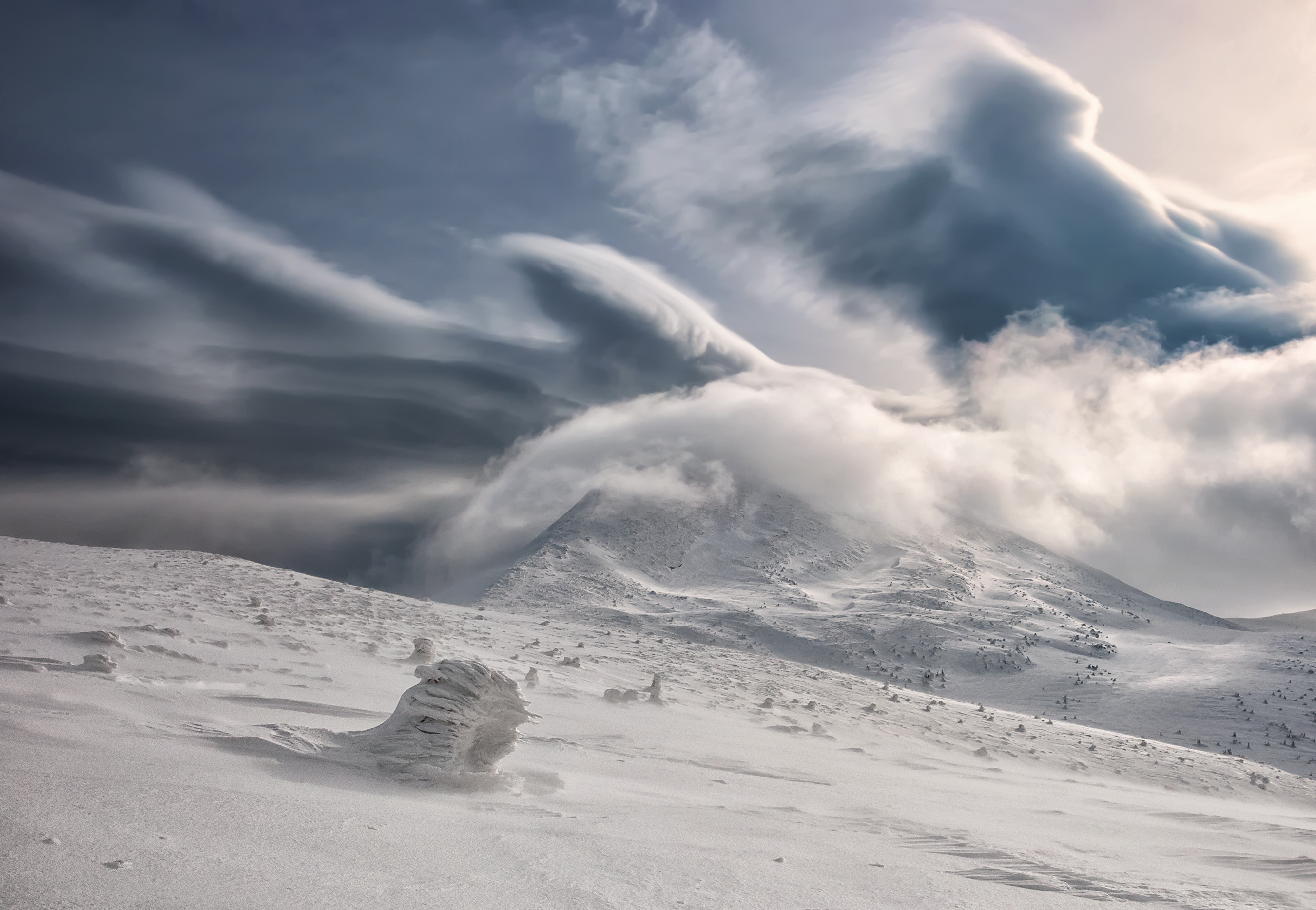
Зимова Говерла

### Відокремлені заповідні масиви
У складі Карпатського біосферного заповідника налічується шість відокремлених масивів, а також два ботанічні заказники загальнодержавного значення. Ці масиви розташовані на висоті від 180 (Долина Нарцисів) до 2061 (Говерла) м. над р. м.:
- Чорногірський заповідний масив
- Свидовецький заповідний масив
- Марамороський заповідний масив
- Кузійський заповідний масив
- Угольсько-Широколужанський заповідний масив
- Заповідний масив «Долина нарцисів»
- Ботанічний заказник «Чорна Гора»
- Ботанічний заказник «Юлівська Гора»

### Пам'ятки археології
На території Карпатського біосферного заповідника в селі Велика Уголька Тячівського району на Закарпатті розташована пам'ятка археології національного значення — «Стоянка печерна» (1,5 млн. — 10 тис. років до н. е.), яка занесена до Державного реєстру нерухомих пам'яток України. Пам'ятка є першою на Закарпатті печерною стоянкою людей кам'яного віку та є важливою для вивчення господарства населення краю в палеолітичну добу. Враховуючи зазначене, на умовах і в порядку, визначеними Постановою Кабінету Міністрів України від 28.12.2001 № 1768, Карпатський біосферний заповідник уклав охоронний договір № 22 від 29.04.2024 року з органом охорони — Департаментом культури Закарпатської ОДА та погодив його з центральним органом охорони — Міністерством культури та інформаційної політики України. Відповідно до охоронного договору заповідник зобов'язався взяти пам'ятку під особливу охорону та використовувати її територію виключно, як експозиційне та туристичне місце.

## Проблеми охорони природи

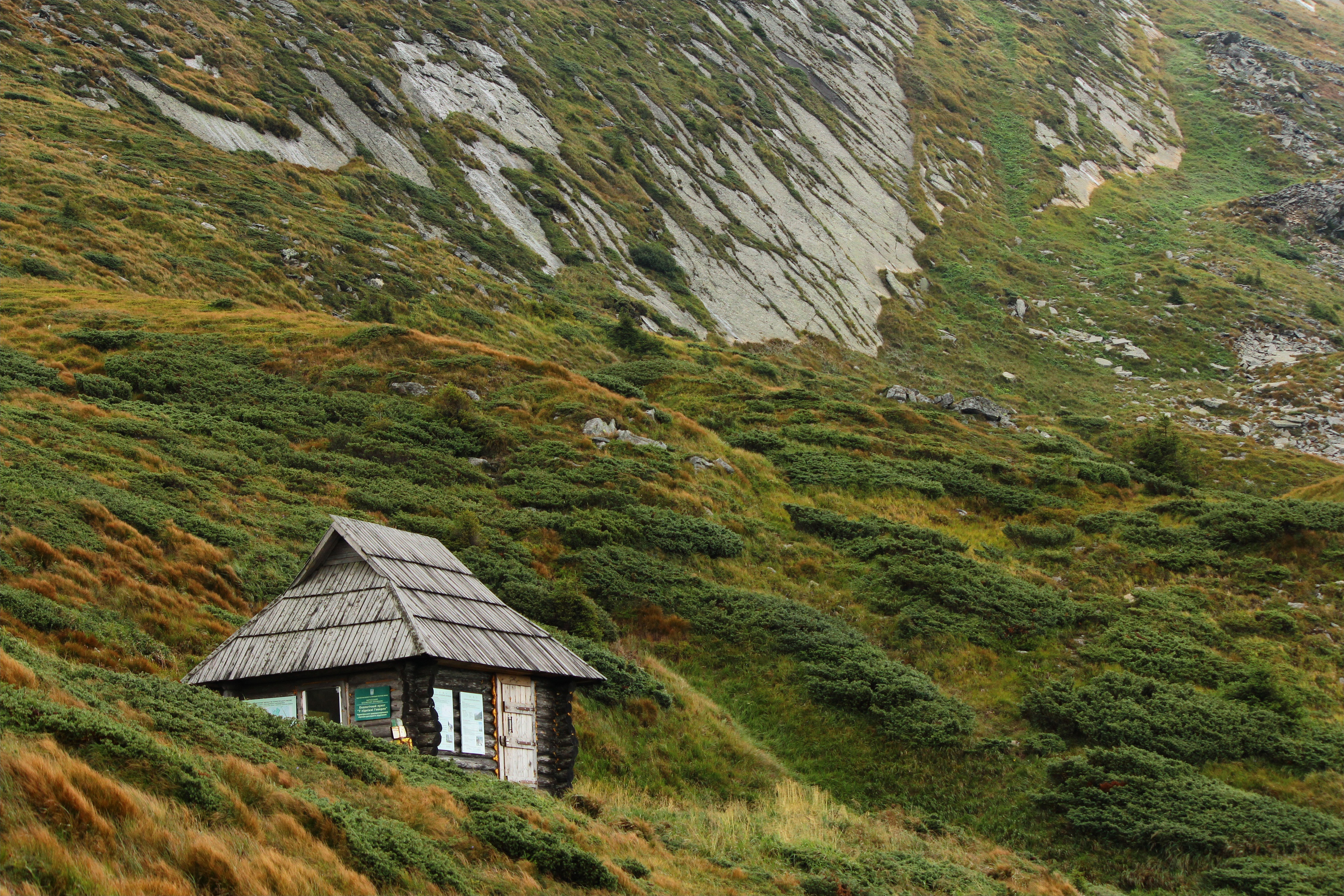
Екологічний пункт Карпатського біосферного заповідника біля підніжжя Говерли

Указом Президента В. Ющенка від 14 січня 2010 р. Карпатський біосферний заповідник повинен був бути розширений, однак Указ не виконаний. У заповіднику проєктом організації території дозволено розчищення річищ гірських річок і потоків у заповідній зоні протяжністю 319 км, що є порушенням закону. У серпні 2007 р. журнал «Україна за кермом» організував заїзд автомобілів на гору Говерла по території Карпатського заповідника та Карпатського національного парку, що було грубим порушенням закону.
У 2013 р. в Карпатському біосферному заповіднику було вирубано 434 га лісу.
Постійним місцем порушення природоохоронного законодавства є філія заповідника «Долина нарцисів». У травні, коли там квітнуть нарциси, тисячі екскурсантів заходять в «Долину», топчуть їх, рвуть нарциси. Заповідник не має змоги зупинити цей потік порушників.
У 2014 р. в заповіднику було заготовлено близько 13000 м³ деревини на площі близько 490 га. [неавторитетне джерело] Біля села Ділове в урочищі «Ограба» було споруджено незаконну мисливську вежу, а на полонині Струнга ведеться будівництво котеджів.

### Об'єкти природно-заповідного фонду України
Нерідко оголошенню національного парку або заповідника передує створення одного або кількох об'єктів природно-заповідного фонду місцевого значення. Проте їхній статус зазвичай зберігають.
До складу території Карпатського біосферного заповідника входять такі об'єкти природно-заповідного фонду України:
- Заказник загальнодержавного значення «Чорна гора», ботанічний
- Заказник загальнодержавного значення «Юлівська гора», ботанічний
- Заказник загальнодержавного значення «Затінки і Тересянка», ботанічний
- Пам'ятка природи загальнодержавного значення «Скелі Близниці», ботанічна
- Пам'ятка природи загальнодержавного значення «Довгий потік», ботанічна
- Заказник місцевого значення «Смерекові Карпати» (частково), лісовий
- Заказник місцевого значення «Веймутова сосна», лісовий
- Заказник місцевого значення «Кісва», іхтіологічний
- Пам'ятка природи місцевого значення «Кедр європейський», ботанічна
- Пам'ятка природи місцевого значення «Сосна гірська Жереп», ботанічна
- Пам'ятка природи місцевого значення «Сосна гірська Жереп», ботанічна
- Пам'ятка природи місцевого значення «Водоспад Трофанець», гідрологічна
- Пам'ятка природи місцевого значення «Озеро Бребенескул», гідрологічна
- Пам'ятка природи місцевого значення «Водоспад Свидовець», гідрологічна
- Пам'ятка природи місцевого значення «Джерело № 1», гідрологічна
- Пам'ятка природи місцевого значення «Джерело № 2», гідрологічна
- Пам'ятка природи місцевого значення «Джерело № 3», гідрологічна
- Пам'ятка природи місцевого значення «Джерело № 1», гідрологічна
- Пам'ятка природи місцевого значення «Джерело б/н», гідрологічна
- Пам'ятка природи місцевого значення «Скелі Тростянець», геологічна
- Пам'ятка природи місцевого значення «Свидовецькі скелі», геологічна
- Пам'ятка природи місцевого значення «Печера Дружба», геологічна
- Пам'ятка природи місцевого значення «Сталактитова печера Чур», геологічна
- Пам'ятка природи місцевого значення «Печера Жемчужна», геологічна
- Пам'ятка природи місцевого значення «Сталактитова печера Під Гребенем», геологічна
- Пам'ятка природи місцевого значення «Сталактитова печера (Печера Вів)», геологічна
- Пам'ятка природи місцевого значення «Сталактитова печера Молочний камінь», геологічна
- Пам'ятка природи місцевого значення «Стрімчак-скеля Кам'яні ворота», геологічна
- Пам'ятка природи місцевого значення «Стрімчак-скеля Дірявий камінь», геологічна
- Пам'ятка природи місцевого значення «Оголені скелі на березі р. Квасної», геологічна
- Пам'ятка природи місцевого значення «Вершина гори Великий Камінь», геологічна
- Пам'ятка природи місцевого значення «Скеля-стрімчак над Білим Потоком», геологічна

## Галерея

Карта карпатського біосферного заповідника
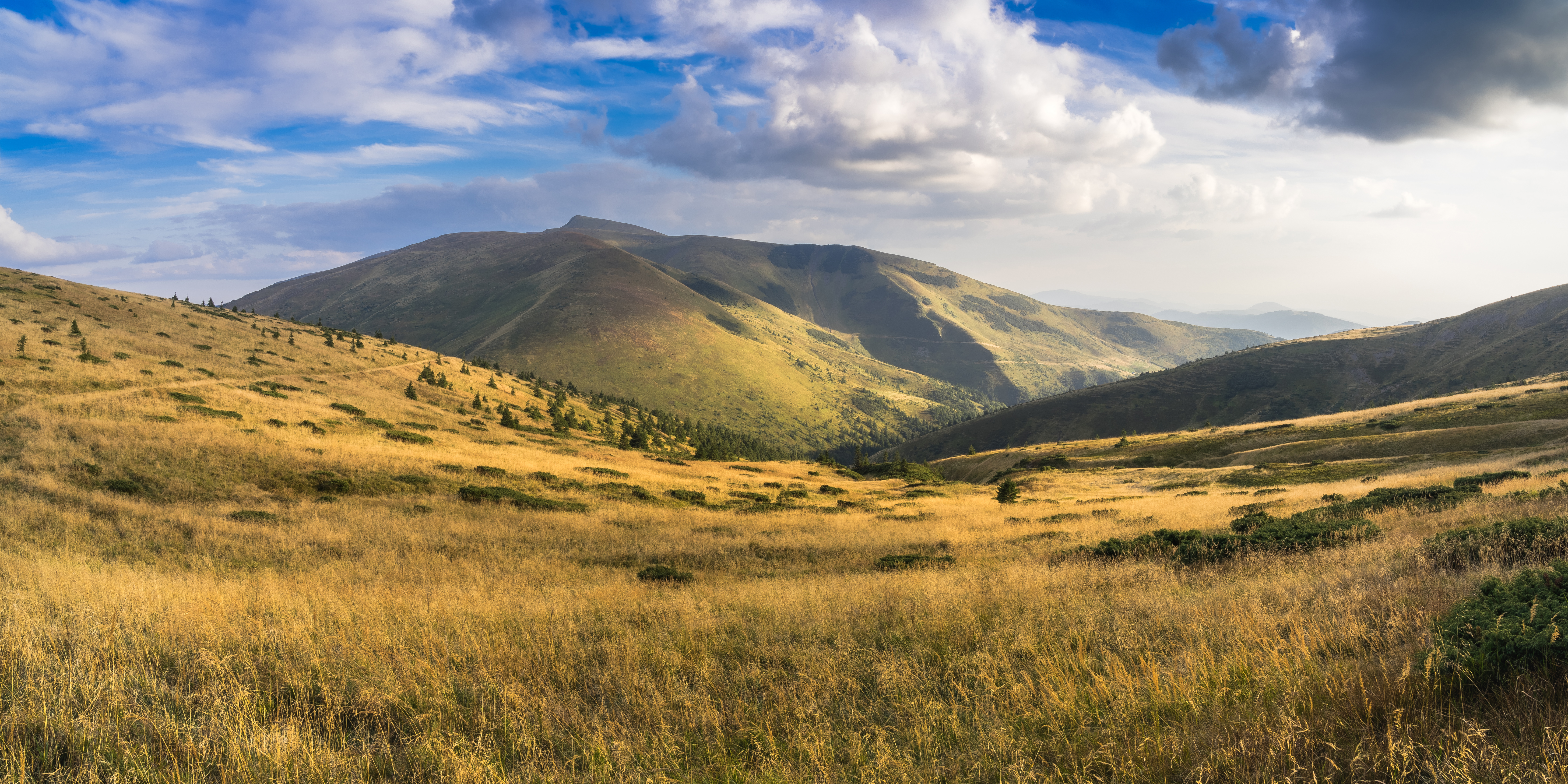
Масив Близниці
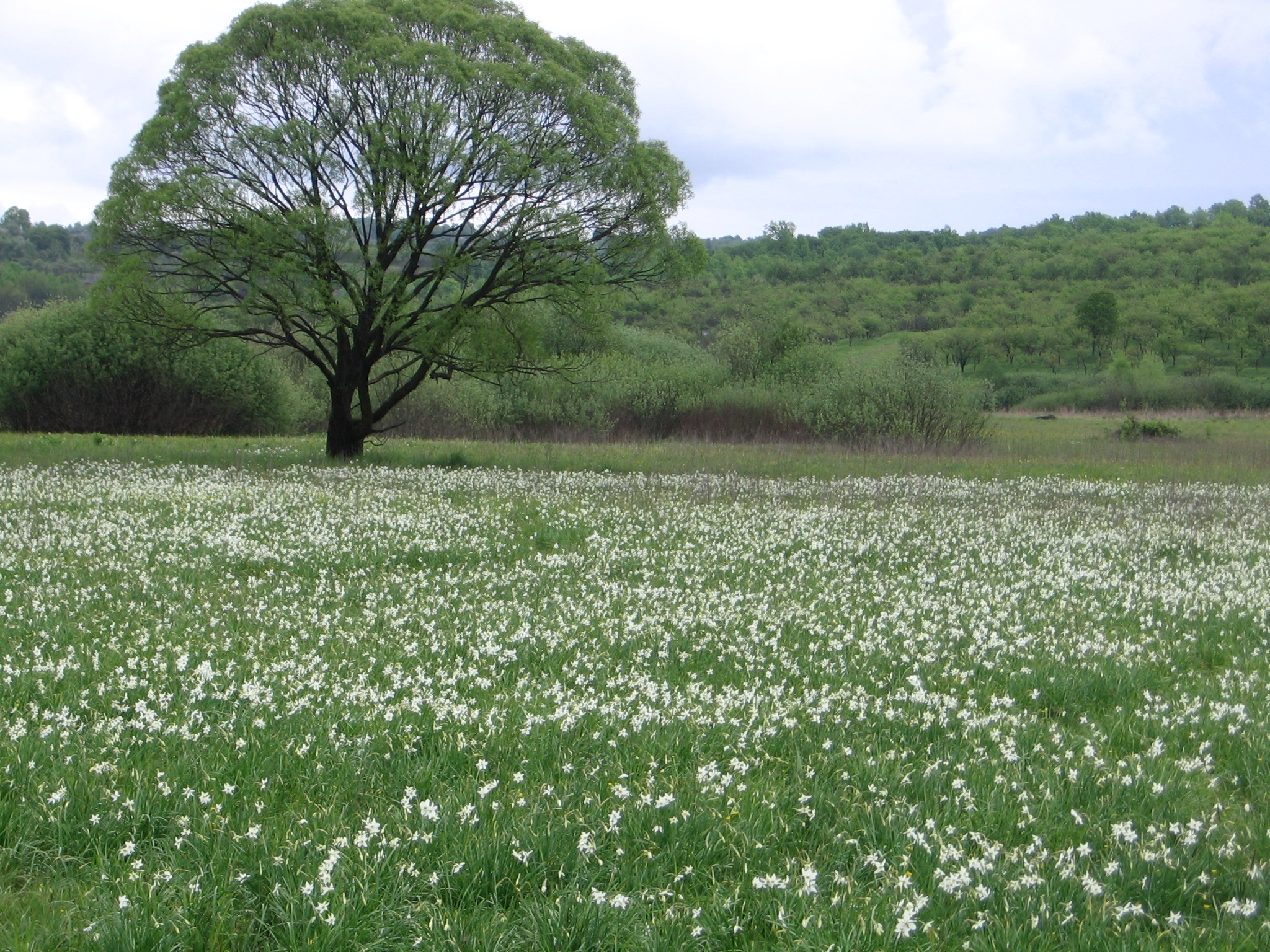
Долина нарцисів
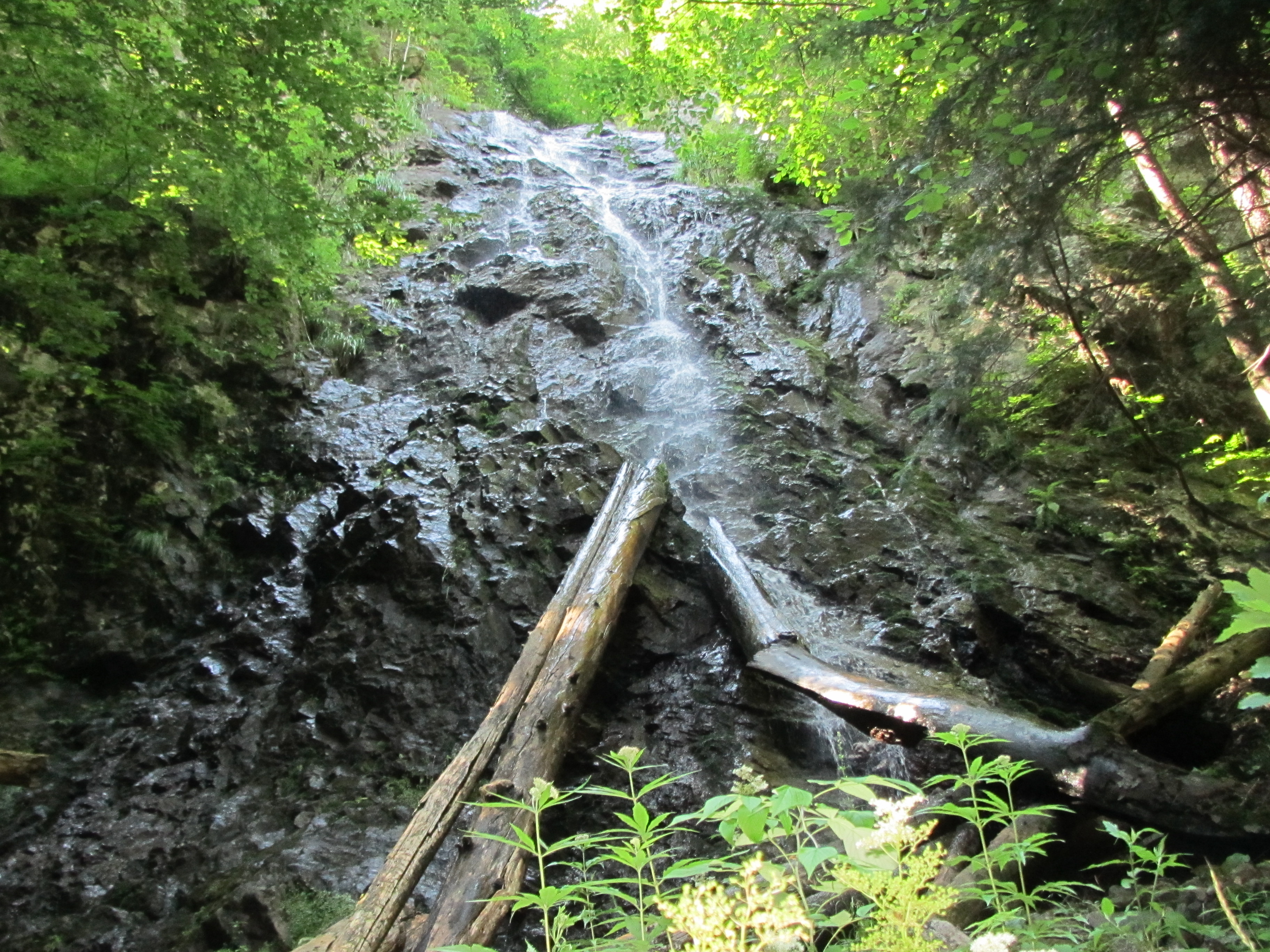
Водоспад Лихий